# Бахар (грязевой вулкан)
Бахар (азерб. Bahar palçıq vulkanı) — грязевой вулкан в Азербайджане. Расположен в Гарадагском районе города Баку. 

## Описание
Грязевой вулкан расположен на мысе Алят. Вулкан состоит из двух сопочных групп. Относительная высота некоторых сопок достигает 8—10 м.
Сопки, сальзы и грифоны вулкана извергают природный газ, грязь и нефтяную воду.

## История
По состоянию на 1978 год, грязевой вулкан Бахар в последний раз извергался 20 марта 1967 года. В ходе данного извержения, над вулканом поднимался столб пламени, высотой 150 м, а сопочная брекчия распространилась на большой площади.